# Kolindros
Kolindros (în greacă Κολινδρός) este un oraș și o fostă comună din nordul unității regionale Pieria, aflată în regiunea Macedonia Centrală a Greciei. După reforma administrației locale din 2011 face parte din municipalitatea Pydna-Kolindros, împreună cu alte trei foste comune, devenind o unitate municipală a acesteia. Unitatea municipală are o suprafață de 124,639 km2, iar fosta comună Kolindros avea 47,856 km2. În 2011 unitatea municipală avea o populație de 3.883 de locuitori, iar comuna Kolindros, alcătuită din localitățile Kolindros și Paliampela, avea o populație de 3.032 de locuitori.

## Localizare
Orășelul se află la distanță relativ mică de Aeroportul „Makedonia” din Salonic și de centrele urbane Salonic (50 km), Katerini (40 km) și Veria (40 km), cu vedere la Muntele Olimp, Golful Thermaic și râul Aliakmon. Poziția sa se află la marginea nord-estică a Munților Pierian, la o altitudine de 250-350 de metri.

## Istoric
Orașul a fost construit probabil înainte de secolul al XIV-lea pe locul unei așezări antice din vremea lui Alexandru Macedon.
În 1821 revoluționarii greci conduși de Theofilos Kairis și Grigorios Zoulas au asediat garnizoana turcă din Kolindros. Orașul a avut un rol decisiv în Rebeliunea grecilor macedoneni din 1878, care s-a opus anexării Macedoniei de către Bulgaria, precum și în Conflictele armate grecești pentru Macedonia, în care luptătorul grec macedonean Athanasios Hatzopoulos (căpitanul Makris) a avut un rol important.
Kolindros a fost reședința de vară a mitropolitului de Kitros în secolul al XIX-lea.
Multe persoane cred că Gheorghios Zorbas, protagonistul romanului Zorba Grecul (1946) al lui Nikos Kazantzakis, s-a născut sau a locuit la Kolindros, unde se află casa tatălui său. Tatăl lui Zorbas a desfășurat acolo un comerț cu produse agricole.

## Personalități
- Gheorghios Zorbas

## Legături externe
- Kolindros
- Kολινδρόs